# Municipio Trinidad
Das Municipio Trinidad ist ein Verwaltungsbezirk des Departamento Beni im südamerikanischen Anden-Staat Bolivien.

## Lage im Nahraum
Das Municipio Trinidad ist das südliche der beiden Municipios der Provinz Cercado. Es grenzt im Norden an das Municipio San Javier, im Westen an die Provinz Moxos und im Süden und Südosten an die Provinz Marbán.
Im westlichen Teil des Municipios liegt die Stadt Trinidad mit 75.540 Einwohnern (Volkszählung 2001).

## Geographie
Das Municipio Trinidad hat ganzjährig ein tropisch heißes und feuchtes Klima. Die Jahresdurchschnittstemperatur beträgt etwa 26 °C, wobei sich die monatlichen Durchschnittstemperaturen zwischen Juni/Juli mit gut 23 °C und Oktober/Dezember von knapp 28 °C nur wenig unterscheiden (siehe Klimadiagramm). Der Jahresniederschlag beträgt fast 2000 mm und liegt somit mehr als doppelt so hoch wie die Niederschläge in Mitteleuropa. Höchstwerten von etwa 300 mm in den Monaten Dezember bis Februar stehen Niedrigwerte von etwa 50 mm im Juli/August gegenüber.

## Bevölkerung
Die Bevölkerungszahl in dem Municipio ist zwischen 1992 und 2024 auf das Doppelte angestiegen:
| Jahr | Einwohner | Quelle       |
| ---- | --------- | ------------ |
| 1992 | 60.953    | Volkszählung |
| 2001 | 79.963    | Volkszählung |
| 2012 | 106.422   | Volkszählung |
| 2024 | 124.357   | Volkszählung |

Die Bevölkerungsdichte des Municipios bei der letzten Volkszählung von 2012 betrug 70,1 Einwohner/km², der Anteil der städtischen Bevölkerung lag bei 95,3 Prozent.
Die Lebenserwartung der Neugeborenen lag im Jahr 2001 bei 66,4 Jahren. (2001)
Der Alphabetisierungsgrad bei den über 19-Jährigen beträgt 94,8 Prozent, und zwar 97,0 Prozent bei Männern und 92,7 Prozent bei Frauen (2001).

## Politik
Ergebnis der Regionalwahlen (concejales del municipio) vom 4. April 2010:
| Wahl- berechtigte |  | Wahl- beteiligung | gültige Stimmen |  | PRIMERO | MAS-IPSP | MNR-PUEBLO | MSM   | APC   |
| ----------------- |  | ----------------- | --------------- |  | ------- | -------- | ---------- | ----- | ----- |
| 57.388            |  | 50.447            | 42.056          |  | 18.433  | 11.177   | 8.889      | 1.865 | 1.692 |
|                   |  | 87,9 %            | 83,4 %          |  | 43,8 %  | 26,6 %   | 21,1 %     | 4,4 % | 4,0 % |

Ergebnis der Regionalwahlen (elecciones de autoridades políticas) vom 7. März 2021:
| Wahl- berechtigte |  | Wahl- beteiligung | gültige Stimmen |  | MTS     | MAS-IPSP | AHORA!  | TODOS  | CPEM-B |
| ----------------- |  | ----------------- | --------------- |  | ------- | -------- | ------- | ------ | ------ |
| 84.242            |  | 70.644            | 64.905          |  | 37.361  | 10.189   | 8.720   | 5.188  | 1.359  |
|                   |  | 83,86 %           | 91,88 %         |  | 57,56 % | 15,70 %  | 13,44 % | 7,99 % | 2,09 % |

## Kantone und Unterkantone
Das Municipio hat eine Fläche von 1.773 km² und besteht nur aus dem Kanton (cantón) Trinidad.

## Ortschaften im Municipio Trinidad
- Kanton Trinidad
  - Trinidad 101.454 Einw. – Casarabe 915 Einw. – Loma Suárez 886 Einw. – Puerto Barador 813 Einw. – Puerto Almacén 463 Einw. – Puerto Ballivián 344 Einw.

## Archäologie
Um 500 bis 1400 gehörte die Region des heutigen Municipio Trinidad zwischen Trinidad und Casarabe zum Zentrum der ausgedehnten steinlosen urbanen Casarabe-Kultur, die große Erd- und Bewässerungsbauwerke errichtete, mit unverwechselbarer Töpferware.